# 新仁里 (臺中市)
新仁里為臺灣臺中市大里區轄下一里。

## 里名由來
因自「仁化村」新置而得名。

## 地理
新仁里位在大里區東北方，東北部與太平區為鄰，西臨立仁里及立德里，與立仁路為界，南有頭汴坑溪與仁化里相望，北接太平區太平里與新仁路一段為界，土地總面積0.5722平方公里，是中小型工商業區。

## 行政區劃沿革
新仁里於清代時隸屬藍興堡太平莊；明治35年（1902年）時，改隸臺中廳太平區太平庄，至大正9年（1920年）則隨行政區調整，隸屬大屯郡太平庄太平大字。二次大戰結束後，國民政府接收臺灣，併入大里鄉仁化村。民國71年（1982年）析仁化村置新仁村。民國82年（1993年）大里鄉升格為縣轄市大里市，隨之改制為新仁里。2010年12月25日臺中縣合併臺中市大里區新仁里。

## 交通
里內主要道路
- 新仁路一段
- 新仁七街
- 新仁六街
- 新仁五街
- 新仁三街
- 新仁二街
- 新仁一街
- 公教街
- 立新街街
- 立仁路
- 太堤西路

## 鄰近重要幹道
台74線、國道3號、中投、環中東路、德芳南路、甲堤路、甲堤南路、太堤西路、振興路、永豐路、立元路。
臺中市市區公車
| 市區公車編號 | 業者     | 營運區間           | 備註                                                                                                   |
| 7            | 東南客運 | 台中一中－永成公園 | 實際起點為雙十興進路口(一中商圈)，經台中火車站、大里工業區、修平科技大學、慈明高中、長億高中，固定班次 |

- 臺中市公車動態資訊 搭公車更方便! Archive.today的存檔，存档日期2012-12-22

### 書籍
- 《臺灣地名辭書》卷十二《臺中縣》第二冊，第26-27頁

## 外部連結
- 臺中市政府
- 臺中市政府交通局
- 臺中市政府建設局 （页面存档备份，存于）
- 臺中市政府都發局 （页面存档备份，存于）
- 臺中市政府警察局